# Molophilus (Molophilus) stenopterus
Molophilus (Molophilus) stenopterus is een tweevleugelige uit de familie steltmuggen (Limoniidae). De soort komt voor in het Neotropisch gebied.